# NGC 6474

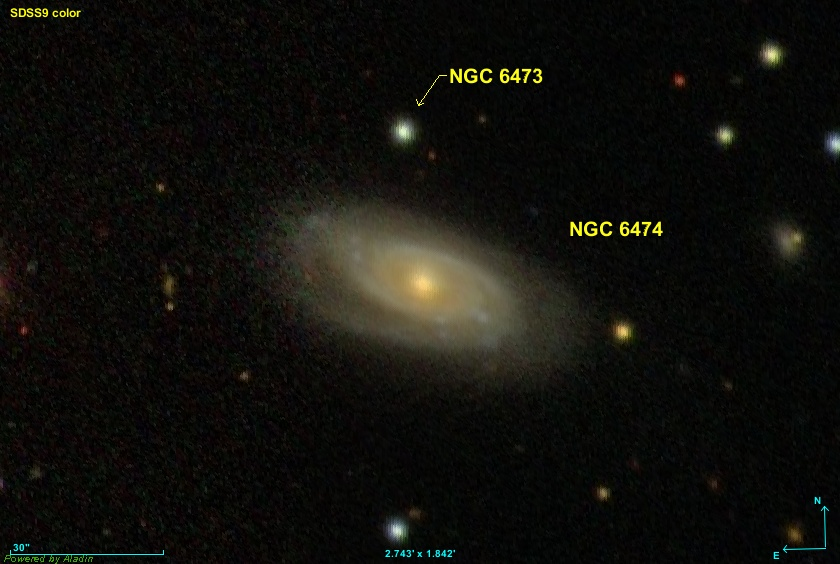
Imagem gerada por meio do software Aladin Sky Atlas, proveniente do Centro de Dados Astronômicos de Estrasburgo e SDSS

NGC 6474 é uma galáxia espiral (Sbc) localizada na direcção da constelação de Draco. Possui uma declinação de +57° 18' 05" e uma ascensão recta de 17 horas, 47 minutos e 05,5 segundos.
A galáxia NGC 6474 foi descoberta em 22 de Julho de 1886 por Lewis A. Swift.